# 涪陵耳蕨
涪陵耳蕨（学名：Polystichum consimile），为鳞毛蕨科耳蕨属下的一个植物种。